# Jordan Caroline
Jordan Caroline (Champaign, 15 gennaio 1996) è un cestista statunitense.